# Euaugaptilus curtus
Euaugaptilus curtus is een eenoogkreeftjessoort uit de familie van de Augaptilidae. De wetenschappelijke naam van de soort is voor het eerst geldig gepubliceerd in 1967 door Grice & Hulsemann.